# Доленя Вас-при-Кршкем
Доленя Вас-при-Кршкем (словен. Dolenja vas pri Krškem) — поселення в общині Кршко, Споднєпосавський регіон, Словенія. Висота над рівнем моря: 158,8 м.